# 多齒康吉鰻
多齒康吉鰻（學名：Conger triporiceps），又稱多齒糯鰻，是輻鰭魚綱鰻形目康吉鳗科康吉鳗属的其中一種，分布於西大西洋區，包括美國、百慕達群島、安地列斯群島、加勒比海西部至巴西海域，深度3至55公尺，本魚體延長，尾部漸側扁，體色為灰色，腹部白色，鰭有明顯的黑色邊緣，體長可達100公分，棲息在岩石或珊瑚礁洞穴，為底棲性魚類，生活習性不明，可做為食用魚。